# Molvány
Molvány é um município da Hungria, situado no condado de Baranya. Tem 13,76 km² de área e sua população em 2019 foi estimada em 175 habitantes.